# Lisbeli Vera
Lisbeli Marina Vera Andrade (Mérida, 15 de septiembre de 2001) es una deportista venezolana que compite en atletismo adaptado. Ganó cuatro medallas en los Juegos Paralímpicos de Verano, en los años 2020 y 2024.

## Palmarés internacional
| Juegos Paralímpicos | Juegos Paralímpicos | Juegos Paralímpicos | Juegos Paralímpicos |
| Año                 | Lugar               | Medalla             | Prueba              |
| ------------------- | ------------------- | ------------------- | ------------------- |
| 2020                | Tokio (Japón)       | Medalla de oro      | 100 m T47           |
| 2020                | Tokio (Japón)       | Medalla de oro      | 200 m T47           |
| 2020                | Tokio (Japón)       | Medalla de plata    | 400 m T47           |
| 2024                | París (Francia)     | Medalla de plata    | 400 m T47           |